# Ciliolarina corcontica
Ciliolarina corcontica är en svampart som beskrevs av Svrcek 1987. Ciliolarina corcontica ingår i släktet Ciliolarina och familjen Hyaloscyphaceae.  Artens status i Sverige är: Ej påträffad. Inga underarter finns listade i Catalogue of Life.